# Taliabusolfjäderstjärt
Taliabusolfjäderstjärt (Rhipidura sulaensis) är en fågel i familjen solfjäderstjärtar inom ordningen tättingar.

## Utbredning och systematik
Taliabusolfjäderstjärten förekommer enbart på ön Taliabu i Sulaöarna i Indonesien. Tidigare behandlades den som underart till sulawesisolfjäderstjärten (R. teysmanni), och vissa gör det fortfarande.

## Status
IUCN erkänner den ännu inte som god art, varför dess hotstatus inte bedömts.